# علاقات البحرين الخارجية

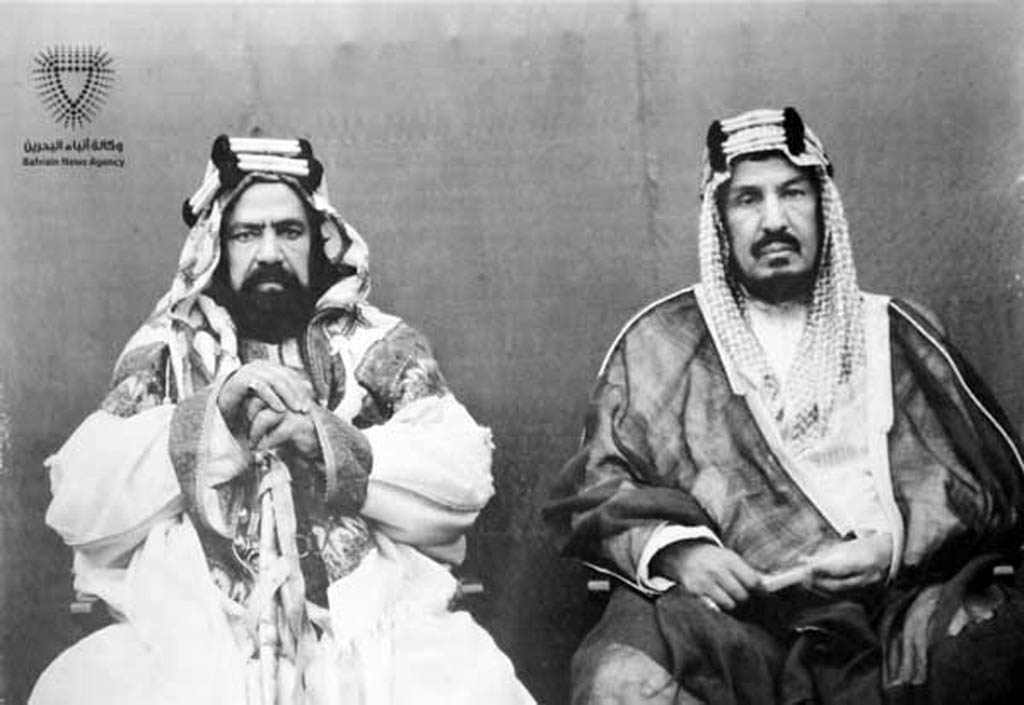
سلمان بن حمد آل خليفة مع الملك السعودي عبد العزيز بن عبد الرحمن بن فيصل آل سعود.

علاقات البحرين الخارجية تلعب البحرين دورا معتدلا متواضعا في السياسة الإقليمية وتتمسك بوجهة نظر جامعة الدول العربية بشأن السلام في الشرق الأوسط وحقوق الشعب الفلسطيني. منذ تحقيق الاستقلال في عام 1971 حافظت البحرين على علاقات ودية مع معظم جيرانها ومع المجتمع الدولي. تسعى عموما للتشاور الوثيق مع الدول المجاورة وتعمل على تضييق مجالات الخلاف.
البحرين عضو في مجلس التعاون لدول الخليج العربية الذي أنشأ في 26 مايو 1981 مع خمس دول خليجية أخرى. امتثلت البلاد تماما مع الخطوات التي اتخذتها دول مجلس التعاون الخليجي بشأن التنسيق في مجال التنمية الاقتصادية والدفاع والتخطيط الأمني. في ديسمبر 1994 اتفقت مع قرار دول مجلس التعاون الخليجي لإسقاط المقاطعة الثانوية والثالثية ضد إسرائيل. في كثير من الحالات أقامت اتفاقيات تجارة ثنائية خاصة.
وزير الخارجية هو خالد بن أحمد بن محمد آل خليفة وهو دبلوماسي محترف. تلقى تعليمه في الولايات المتحدة وعندما كان طالبا فإن خالد كان عضوا في فريق حملة الرئاسة 1980 للرئيس الأمريكي جيمي كارتر. مساعده هو عبد الله فيصل جبر الدوسري وهو قانوني وخبير في قطاع المال والاستثمار وقد عين في 2015.
في يونيو 2006 تم انتخاب البحرين رئيس الجمعية العامة للأمم المتحدة وتم تعيين هيا راشد آل خليفة رئيسا للجمعية مما يجعلها أول امرأة من الشرق الأوسط وثالث امرأة في التاريخ تتولى هذا المنصب. هيا إحدى المحاميات والناشطات في مجال حقوق المرأة الرائدات في البحرين. قال الأمين العام للأمم المتحدة كوفي أنان لها: «التقيت بها أمس ووجدتها مؤثرة جدا. جميع الدول الأعضاء عازمة على العمل معها ودعمها واعتقد أنها سوف تجلب بعدا جديدا للعمل هنا». تأتي هذه الخطوة في أعقاب سلسلة من تعيينات النساء في مناصب رفيعة في المملكة (انظر الحقوق السياسية للمرأة في البحرين للمزيد من التفاصيل).
خلال حرب الخليج الثانية من 1990 إلى 1991 فإن البحرين كانت جزء من قوات التحالف التي حاربت لتحرير الكويت. طار سلاح الجو الملكي البحريني وسلاح الجو الملكي البريطاني والقوات الجوية الأمريكية لتوجيه الضربات الجوية في العراق من قاعدة الشيخ عيسى الجوية بينما تعمل القوات البحرية لقوات التحالف خارج العاصمة المنامة. تعرضت البحرين لصواريخ سكود أطلقت من العراق. أدرج عدد من الطلبة البحرينيين الذين يدرسون في العراق والكويت عند نشوب الأعمال العدائية في عداد المفقودين ويفترض أنهم كانوا ضحايا الشرطة السرية لصدام حسين.
بعد تحرير الكويت عززت البحرين علاقتها الجيدة مع الولايات المتحدة من خلال التوقيع على اتفاق لمدة عشر سنوات في أكتوبر 1991 الذي منح القوات الأمريكية حق الوصول إلى المرافق البحرينية ويسمح للولايات المتحدة لمرحلة ما قبل وضع مواد حربية لأزمات في المستقبل. في يوليو 1995 تم إنشاء الأسطول الخامس الأمريكي في الخليج العربي ومقره في القاعدة البحرية الأمريكية البحرين في المنامة. في عام 2003 كان الرئيس الأمريكي جورج دبليو بوش عين البحرين حليف رئيسي خارج الناتو.
كانت البحرين عضو نشط في التحالف الذي حارب لإزالة نظام طالبان في أفغانستان في عام 2001 حيث منحت المملكة سفن لإحكام الطوق البحري في المحيط الهندي لاعتراض الفارين من مقاتلي طالبان والقاعدة.
ومع ذلك فإن المملكة كانت تعارض العمل من جانب واحد ضد العراق في عام 2003 وإلى الانزعاج من واشنطن في الفترة التي سبقت الحرب حيث سعت لنزع فتيل الأزمة من خلال تقديم حق اللجوء لصدام حسين كوسيلة لتجنب الحرب.
توترت العلاقات بين البحرين وإيران منذ الثورة الإسلامية الإيرانية واكتشاف محاولة الإنقلاب البحرينية 1981 التي رعتها وخططت لها إيران. لا تزال الشكوك البحرينية من الدور الإيراني في اضطرابات داخلية في الانتفاضة التسعينية. ومع ذلك مع تراجع العراق كقوة إقيليمية فإن البحرين بدأت في اتخاذ خطوات لتحسين العلاقات مع إيران وزيادة التناغم الإقليمي. شملت هذه الجهود بتشجيع التجارة بين البحرين وإيران.
تم حل نزاع إقليمي طويل الأمد مع قطر حول جزر حوار والحدود البحرية في عام 2001 بقرار حل وسط لمحكمة العدل الدولية.
للاحتفال بعيد ميلاد مهاتما غاندي في 2 أكتوبر 2007 فإن وزارة الشؤون الخارجية شاركت في الرعاية مع مركز البحرين للدراسات والبحوث والسفارة الهندية في مؤتمر حول أهمية فلسفة مهاتما غاندي للعالم العربي في القرن 21. المؤتمر الذي حضره أكاديميين عرب وهنود ومسؤولون بالأمم المتحدة ودبلوماسيون قد ناقش تعاليم غاندي في أسلوب اللاعنف والتقشف والروحانية مع الإشارة بوجه خاص إلى العالم العربي اليوم. من بين المتحدثين الرئيسيين كان الأكاديمي الليبرالي عبد الله المدني الذي أكد على رؤية غاندي الأخلاقية: «لو لجأ إلى الخطف والتفجيرات الانتحارية وقطع الرؤوس أو الوسائل البربرية الأخرى فإن ذكراه لن تظل متجذرة في ضمير العالم. معتبرا أن مصداقية عمل واحد تكمن في وضع مثال شخصي حيث بدأ غاندي مع نفسه. كان قد ترك الممارسة القانونية وتخلى عن ارتداء ملابس على النمط الغربي وتبنى أسلوب حياة متواضعة بثياب متواضعة وعاش على نظام غذائي نباتي بسيط وهذا بالطبع يختلف عن ممارسة قادة بعض حركات المقاومة العربية الذين يحثون أتباعهم على مقاطعة الغرب في حين يتلذذون بنمط الحياة والمنتجات والتكنولوجيا الغربية».

## العلاقات البحرينية الإيرانية

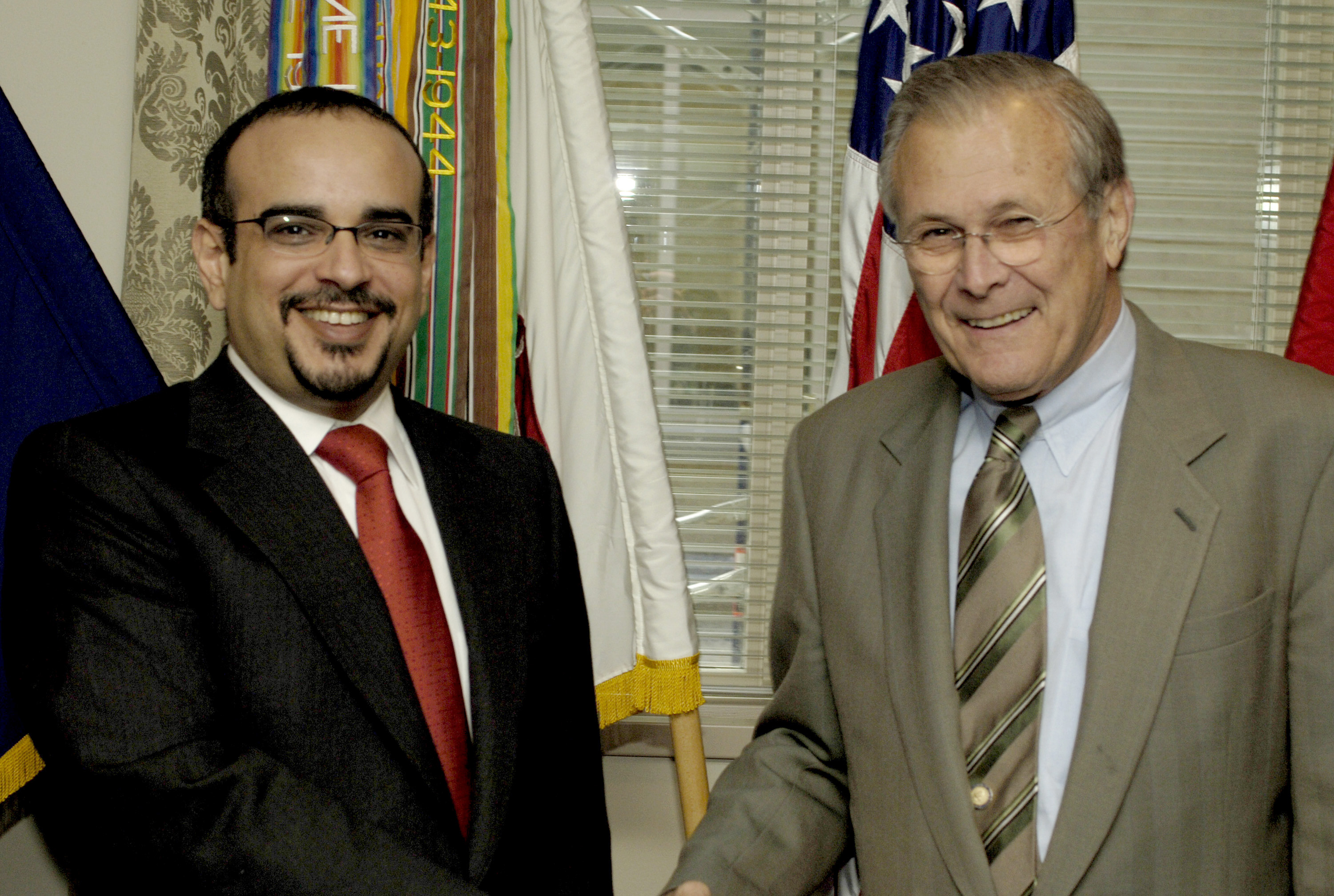
اجتماع دونالد رامسفيلد مع سلمان بن حمد بن عيسى آل خليفة في البنتاغون.

قبل نشر الولايات المتحدة لتقدير الاستخبارات الوطنية حول البرنامج النووي الإيراني في نهاية نوفمبر 2007 كان هناك تزايد من عدم الارتياح في البحرين حول العواقب المحتملة لمواجهة عسكرية بين الولايات المتحدة وإيران. التهديد بتوجيه ضربات عسكرية ضد المنشآت النووية الإيرانية أشعر الحكومة والمعارضة التي يسيطر عليها الشيعة بالقلق حيث كلاهما عبرا عن مخاوفهما معربين عن أملهما في أن يقوض التسوية السياسية الحساسة بين الجانبان في عهد الملك حمد.
تم بالفعل زيادة التوتر بين البحرين وإيران في صيف عام 2007 عندما قام حسين شريعتمداري مستشار المرشد الأعلى للثورة الإسلامية علي خامنئي ورئيس تحرير صحيفة كيان الإيرانية بالدعوة إلى ضم البحرين لإيران واعتبارها المحافظة الرابعة عشر وهو نفس الدعاوى التي رددها صدام حسين على الكويت في أواخر الثمانينات. وصف وزير الخارجية البحريني خالد بن أحمد آل خليفة المطالبة بأنها «مقلقة جدا» لأنه «لمست شرعية بلادنا». أدت دعوة شريعتمداري إلى احتجاجات في شوارع البحرين وتلاه رحلة دبلوماسية لوزير الخارجية الإيراني منوشهر متكي إلى المنامة للتهوين من شأن التصريحات والتوضيح بأنه كان مجرد رأي شخصي لشريعتمداري.
العلاقة بين مختلف الطوائف البحرينية وإيران لا تسير على خط مستقيم كما قد يبدو في البداية. في حين أن البحرينيين الشيعة على درجة من التقارب الديني مع إيران إلا أنهم واعون تماما لهويتهم العربية وبالتالي يشعرون بالحساسية من اقتراحات الولاء المزدوج (كما صرح الرئيس المصري حسني مبارك في عام 2006 عندما ادعى أن العرب الشيعة في الخليج العربي يعتبرون الطابور الخامس الإيراني وهي وجهة نظر خلقت عاصفة من الانتقادات في البحرين حيث دعا نائب رئيس مجلس النواب البحريني إياه إلى الاعتذار). قرر ولي العهد البحريني سلمان بن حمد آل خليفة الإيضاح بشأن معتقد الشيعة الديني والسياسي بأن البحرينيين الشيعة ولائهم الأساسي للدولة قائلا: «نحن بحرينيين أولا، المعارضة أم لا». هناك نقطة كررها دبلوماسي أجنبي في البحرين في نوفمبر 2007 الذي قال لصحيفة ذي إندبندنت أن الشيعة البحرينيين «مخلصون ووطنيون ويتطلعون لمصالحهم الخاصة» وحذر الصحفيين الزائرين من تضليلهم والإيحاء إليهم بأنهم «عملاء ودمى للنظام الشيعي الحاقد في إيران».
الدين إما أن يقسم الناس أو يوحدهم والبحرينيين والإيرانيين الشيعة منقسمين في بعض الخيوط الدينية التي تعود إلى زمن الدولة الصفوية. أوضح المحلل المختص في شئون الخليج العربي الألماني ماكسيميليان تيرهاله:
بين البحرينيين السنة فإن الوضع في كثير من الأحيان معقد فإن الكثير من العائلات التجارية والسياسية السنية الأكثر نفوذا تعود أصولها إلى إيران بعد أن هاجروا إلى البحرين بسبب المناخ الاقتصادي والاجتماعي الأكثر ليبرالية على مدى مئة وخمسين عاما الماضية ولكن في واقع الأمر لا يزال الكثير منهم يتحدثون باللغة الفارسية في منازلهم. هذا المجتمع والمعروف باسم الهولة ليس متعاطف مع الحكومة الثيوقراطية في طهران لكنه يميل إلى تحقيق مصالح تجارية واسعة على جانبي الخليج العربي ويتطلع إلى احتمال نمو التجارة بين إيران والبحرين. هناك نقطة تنعكس عليهم مع بعض السخرية من قبل الكاتب الشيعي البحريني توفيق الرياش الذي أشار إلى ردة فعل الحكومة ومنظمات المجتمع المدني على تصريحات شريعتمداري قائلا: «أنا أسأل نفسي لماذا قاد هذه الضجة ناس عندما يدخلون بيوتهم أو يلتقون بأسرهم يغيرون لغتهم من اللغة العربية إلى اللغة الفارسية».
أعرب الرئيس السابق لجمعية الأصالة الإسلامية السلفية في البحرين النائب عادل المعاودة عن وجهة نظر إسلامية سنية في إيران حيث قال لصحيفة نيويورك تايمز: «إذا تصرفت إيران كقوة إسلامية وليست كقوة شيعية فإن العرب سيقبلون بها كقوة إسلامية إقليمية. لكن إذا جاء إلينا كقوة شيعية وبجدول أعمال شيعي فإنها لن تنجح وسوف تكون قوية ولكن محتقرة ومكروهة».
على الرغم من ذلك فقد قال وزير الخارجية البحريني خالد بن أحمد بن محمد آل خليفة: «إذا بدأت الحرب فإنه يمكن حدوث أي شيء. يقود إيران نظام ثيوقراطي مسلم شيعي. من الصعب مهاجمة إيران مع بقاء الشيعة في البحرين ساكتين. الصراع بين إيران والعالم في هذه المنطقة سوف يكون كارثي». هناك نقطة رددها النائب الوفاقي المعارض جاسم حسين: «الحرب يمكن أن تسبب المزيد من الدمار المادي. الهجوم على إيران يعني الهجوم على الشيعة في البحرين. إن الانقسام الطائفي ينمو. إذا كان هناك حرب فإن كل شيء آخر سيتوقف. الأمن سيكون على قمة سلم الأولويات».
بسبب تزايد التوتر فإنه دفع النواب في ديسمبر 2007 لتمرير قرار غير ملزم يحظر استخدام أراضي البلاد في أي هجوم على إيران.
نشر التقرير الاستخباراتي حول البرنامج النووي الإيراني الذي زاد الشكوك في الخليج العربي عن الأهداف السياسة للولايات المتحدة في المنطقة. كانت هناك علامة واحدة من هذه الصدام بين وزير العمل البحريني مجيد العلوي ووزير الدفاع الأمريكي روبرت غيتس في المعهد الدولي للدراسات الإستراتيجية بالمنامة في قمة الحوار الأمني في ديسمبر 2007. تحدى العلوي غيتس عن موقف الولايات المتحدة بالنسبة إلى ترسانة إسرائيل النووية بسؤاله عما إذا يعتقد أن «السلاح النووي الصهيوني (الإسرائيلي) يشكل خطرا على المنطقة» وأجاب غيتس أنه يقترح بدلا من ذلك أن إيران هي من تشكل تهديدا وليس إسرائيل وهو الرد الذي قوبل ب«الضحك والسخرية» من قبل جمهور من مسؤولي الخليج العربي وفقا لصحيفة واشنطن بوست.

## العلاقات البحرينية العراقية
في 27 يونيو 2019، اقتحم متظاهرون عراقيون موالون لإيران السفارة البحرينية في بغداد، وحطّموا أجزاء منها. وقد استدعت الخارجية البحرينية السفير البحريني للتشاور، بينما ندّدت الحكومة العراقية بالهجوم، متضامنة مع البحرين ووعدت بمحاسبة المتورطين.

## العلاقات البحرينية مع الاتحاد الأوروبي
البحرين كجزء من مجلس التعاون الخليجي فقد وقع اتفاقية تعاون مع الاتحاد الأوروبي في عام 1988.

## العلاقات البحرينية الهندية
الهند حليف مقرب من البحرين والمملكة جنبا إلى جنب مع شركائها في مجلس التعاون الخليجي ووفقا لمسؤولين هنود من بين مؤيدي أبرز مساعي الهند للحصول على مقعد دائم في مجلس الأمن للأمم المتحدة ولقد حث المسؤولين البحرينيين الهند لعب دور أكبر في الشؤون الدولية. على سبيل المثال بسبب مخاوف بشأن برنامج إيران النووي ناشد ولي عهد البحرين الهند للعب دور نشط في حل الأزمة.
العلاقات بين الهند والبحرين تعود إلى عدة أجيال حيث تربط العديد أعلام البحرين بصلات وثيقة بالهند حيث نشأ الشاعر والدستوري إبراهيم العريض في مومباي بينما في القرن 17 كان رجلا الدين الشيعيان صالح الكرزكاني وجعفر بن كمال الدين من الشخصيات المؤثرة في مملكة غولكوندا ونشر المذهب الشيعي في شبه القارة الهندية.
سعى السياسيين البحرينيين لتعزيز هذه العلاقات منذ وقت طويل حيث ترأس رئيس مجلس النواب خليفة الظهراني في عام 2007 وفد من البرلمانيين ورجال الأعمال للقاء الرئيسة الهندية براتيبها باتيل وزعيم المعارضة إل كيه أدفاني والمشاركة في المقابلات والتدريب مع وسائل الإعلام. سياسيا فمن الأسهل للسياسيين البحرينيين السعي إلى التدريب والحصول على المشورة من الهند مما هو عليه من الولايات المتحدة أو غيرها من الدول الغربية.
في ديسمبر 2007 تم إطلاق الجمعية البحرينية الهندية في المنامة لتعزيز العلاقات بين البلدين. برئاسة وزير العمل السابق عبد النبي الشعلة سعت الجمعية للاستفادة من التطور في المجتمع المدني إلى العمل بنشاط على تعزيز العلاقات بين البلدين وليس فقط الروابط التجارية ولكن وفقا لبيان الافتتاح للجمعية في الحياة السياسية والشئون الاجتماعية والعلوم والثقافة. حضر وزير الدولة للشؤون الخارجية الهندي إ. أحمد ونظيره البحريني نزار البحارنة الغداء.
سافر ملك البحرين حمد بن عيسى بن سلمان آل خليفة في زيارة رسمية إلى الهند في فبراير 2014 وأمن 450 مليون دولار أمريكي للتجارة الثنائية والاستثمار بين البلدين.

## إيران
في 12 أغسطس 2012 أعلن وزير الخارجية خالد آل خليفة أن البحرين أعادت سفيرها إلى إيران.
في 19 يوليو 2015 بعد أعرب المرشد الأعلى علي خامنئي الدعم للشعب المظلوم في منطقة الشرق الأوسط بما فيها البحرين فإن القائم بالأعمال السفير الإيراني مرتضى سانوباري استدعي من قبل وزارة الخارجية البحرينية للاعتراض على «التدخل السافر». وزارة الخارجية سلمت «مذكرة احتجاج رسمية» للدبلوماسي على «التصريحات التي أدلى بها علي خامنئي ضد مملكة البحرين».
في 1 أكتوبر 2015 (بعد أسبوع من حادثة تدافع منى 2015) استدعت الحكومة البحرينية سفيرها في طهران وأمرت القائم بالأعمال السفير الإيراني لمغادرة البلاد في غضون 3 أيام ردا على "استمرار تدخل إيران في شؤون المملكة". يأتي ذلك عندما اكتشفت السلطات البحرينية في النويدرات (30 سبتمبر) مصنع كبير لصنع القنابل وضبطت مخبأ كبير للأسلحة واعتقلت عددا من الأشخاص الذين يشتبه في أن لهم صلات مع حرس الثورة الإسلامية الإيراني. قرار البحرين باستدعاء سفيرها يأتي "في ضوء استمرار التدخل الإيراني في شؤون مملكة البحرين... من أجل خلق فتنة طائفية وفرض الهيمنة والسيطرة. ردا على ما حدث فإن وزارة الخارجية الإيرالنية ردت في 2 أكتوبر عبر البيان التالي: "المسؤول الثاني في السفارة البحرينية في طهران هو شخص غير مرغوب فيه والسيد بسام الدوسري يجب عليه مغادرة الأراضي الإيرانية خلال 72 ساعة" ونقلت وكالة أنباء الجمهورية الإسلامية عن بيان لوزارة الخارجية قوله في وقت متأخر الجمعة.
في 4 يناير 2016 قطعت البحرين علاقاتها الدبلوماسية مع إيران متهمة إياها بالتدخل في الشؤون الداخلية للسعودية بعد أعدمت المملكة العربية السعودية رجل الدين الشيعي البارز نمر النمر لتورطه في الاحتجاجات السعودية 2011 - 2013. هذا يتبع نفس القرار من قبل الحكومة السعودية بعد أن أشعل المحتجون الإيرانيون الحرائق في السفارة السعودية في طهران.

## إسرائيل
لغاية اليوم لا توجد علاقات بين البحرين وإسرائيل. لا تعترف الحكومة الإسرائيلية بالبحرين كدولة والعكس بالعكس. ومع ذلك يسمح للمواطنين الإسرائيليين بدخول البحرين مع شرط الحصول على تأشيرة.

## كازاخستان
كانت أول زيارة بحرينية ملكية إلى كازاخستان في أبريل 2014 حين التقى الملك مع الرئيس الكازاخستاني نور سلطان نزارباييف. وقعت البلاد صفقات كبرى بين البلدين لتعزيز التجارة والاستثمارات. أعربت البحرين عن دعمها لمعرض إكسبو أستانا 2017 وشجعت رجال الأعمال المحليين والقطاعات الحكومية للمشاركة في هذا الحدث الكبير. أنشأت الحكومة الكازاخستانية مجلس الأعمال البحريني الكازاخستاني وتم الكشف عن خطط لتوقيع اتفاقية حول تشجيع وحماية الاستثمار وتجنب الازدواج الضريبي والتهرب الضريبي.

## كوسوفو
في 19 مايو 2009 اعترف البحرين رسميا بكوسوفو كدولة مستقلة. في 13 مارس 2014 أقامت البحرين وكوسوفو العلاقات الدبلوماسية.

## ماليزيا
البحرين لديها سفارة في كوالا لمبور وماليزيا لديها سفارة في المنامة.

## باكستان

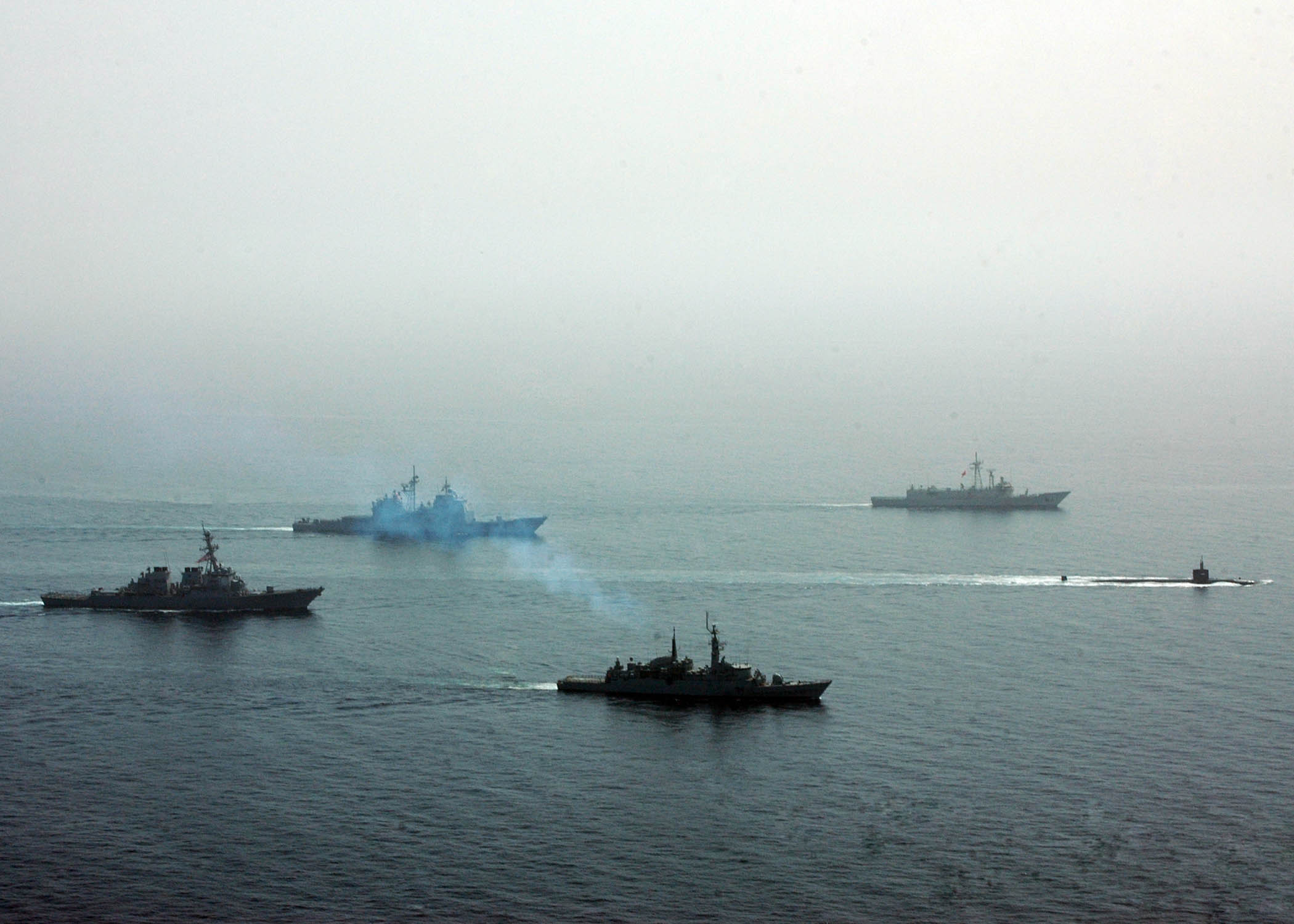
17 أبريل 2008: عملية القرش العربي 08 عبارة عن مناورات مشتركة بين القوات البحرية الباكستانية والبحرينية والأمريكية مع التركيز على الحرب المضادة للغواصات.

البحرين وباكستان تتمتعان بعلاقات ودية وعميقة. ولي العهد سلمان بن حمد بن عيسى آل خليفة خلال زيارة قام بها إلى باكستان دعا باكستان بوطنه الثاني وذكر أن البحرين تعتبر باكستان لها مكانة عالية للغاية. المبادرات المشتركة بين الحكومتين الباكستانية والبحرينية بدأت في زيادة الصفقات الثنائية بينهما التي وصلت إلى 250 مليون دولار أمريكي في عام 2007. رجال الأعمال الباكستانيين يركزون على سوق العقارات في البحرين في حين يعتبر رجال الأعمال البحرينيين باكستان أنها دولة استثمارية وذات إمكانات زراعية جيدة.

## قطر
البحرين لديها سفارة في قطر. قطر لديها أيضا سفارة في البحرين.

## كوريا الجنوبية
في 24 يونيو 2014 التقى نائب وزير كوريا الجنوبية للشؤون المتعددة الأطراف والعالمية شين دونغ إيك مع السفير البحريني عبد الله عبد اللطيف عبد الله وكيل وزارة الشؤون الخارجية في مملكة البحرين الذي كان في زيارة إلى كوريا الجنوبية من 22 إلى 24 يونيو. جرى خلال اللقاء تبادل الجانبان الآراء حول سبل جديدة لتعزيز العلاقات بين كوريا الجنوبية والبحرين وناقشت سبل للعمل معا في مجال حقوق الإنسان. استمرت وجهة النظر المشتركة بين دونغ إيك وعبد الله من خلال التبادلات رفيعة المستوى الضرورية لتحسين العلاقات بين كوريا الجنوبية والبحرين.

## تركيا
أقيمت العلاقات بين البحرين وتركيا رسميا في 4 ديسمبر 1973. تعتبر العلاقة بين هذين البلدين إيجابية حيث بلغ حجم التجارة 78.1 مليون دولار أمريكي في عام 2006. ما يقرب من ضعف ثم المبلغ عن عام 2003. في عام 2007 بلغ حجم التجارة 186 مليون دولار أمريكي.

## روسيا
روسيا لديها سفارة في المنامة والبحرين لديها سفارة في موسكو.

## المملكة المتحدة
البحرين لديها سفارة في لندن والمملكة المتحدة إحدى أربع دول أوروبية فقط لديها سفارة في المنامة. نالت البحرين استقلالها عن المملكة المتحدة في عام 1971 وحافظت على العلاقات الدبلوماسية والتجارية.